# Schaatsen op de Olympische Jeugdwinterspelen
Het schaatsen op de Olympische Jeugdwinterspelen vindt plaats sinds de eerste editie van de Jeugdwinterspelen, gehouden in 2012. De verreden afstanden zijn de 500 meter, de 1500 meter en de massastart. In 2012 was er nog een 3000 meter, maar die is 2016 vervangen door een gemengde teamsprint en in 2024 door een gemengde aflossing. De 500 meter werd in 2012 en 2016 over twee omlopen verreden, maar sinds 2020 nog maar over één.

## Onderdelen
| Onderdeel | Onderdeel  | 2012 | 2016 | 2020 | 2024 | Totaal |
| --------- | ---------- | ---- | ---- | ---- | ---- | ------ |
| Jongens   | 500 m      | •    | •    | •    | •    | 4      |
| Jongens   | 1500 m     | •    | •    | •    | •    | 4      |
| Jongens   | 3000 m     | •    |      |      |      | 1      |
| Jongens   | Massastart | •    | •    | •    | •    | 4      |
|           |            |      |      |      |      |        |
| Meisjes   | 500 m      | •    | •    | •    | •    | 4      |
| Meisjes   | 1500 m     | •    | •    | •    | •    | 4      |
| Meisjes   | 3000 m     | •    |      |      |      | 1      |
| Meisjes   | Massastart | •    | •    | •    | •    | 4      |
|           |            |      |      |      |      |        |
| Gemengd   | Teamsprint |      | •    | •    |      | 2      |
| Gemengd   | Aflossing  |      |      |      | •    | 1      |
| Totaal    | Totaal     | 8    | 7    | 7    | 7    | 29     |